# سیارک ۸۹۲۶۴
سیارک ۸۹۲۶۴ (به انگلیسی: 89264 Sewanee، نامگذاری:2001VN2) هشتاد و نه هزار و دویست و شصت و چهارمین سیارک کشف شده‌است که در ۱۱ نوامبر ۲۰۰۱ کشف شد.